# Friedrich Wilhelm Zachau
Friedrich Wilhelm Zachau (Leipzig, 14 de novembre de 1663 - Dresden, 7 d'agost de 1712) fou un organista i compositor alemany.
Des del 1684 fins a la seva mort fou organista de la Frauenkirche de Halle. El seu nom ocupa un lloc d'honor en la història de l'art musical alemany.
Deixà escrites notables composicions per a orgue, reproduïdes moltes en les analogies musicals, entre elles la titulada Sammlung von Praeludien, Fugen, ausgefuhrten Choralen, etc., publicades per Breitkopf i Haertel.
Zachau fou mestre del cèlebre Händel a Halle, vila on va néixer el compositor.